# Cosgrove Marcus Messer Athletic Center
 (août 2023).
Le Cosgrove Marcus Messer Athletic Center, est une salle multi-sports (servant surtout pour le basket-ball ainsi que le volley-ball situé dans la ville de New Haven, dans le Connecticut, et appartenant à l'Albertus Magnus College.
Le parquet central, surnommé « The Nest » par les étudiants, dispose de 600 places assises.

## Histoire
Elle est l'actuelle salle des clubs de l'Albertus Falcons ainsi que des Connecticut Topballerz (ABA).